# Hana Katan
Hana Katan (en hebreo: חנה קטן; Manhattan, 9 de septiembre de 1958) es una ginecóloga israelí, profesora, autora y figura pública.

## Biografía
Estableció la unidad de FIV (fecundación in vitro) en el Hospital Laniado (Netanya, Israel) y la dirigió. Fundó el centro de bienestar para mujeres en Kiryat Sefer, y la clínica de sexología en "Shaare-Zedek". Desde 2012 ha escrito una columna regular en la revista semanal "B'Sheva" sobre los temas de Ética médica, familia y judaísmo. Está casada y tiene 13 hijos. Vive en Mevo Horon.

## Libros
- Haye Isha[6] ( La vida de una mujer)
- Haye Mishpaha[7] ( Vida familiar)
- Beyahad (Juntos)

## Premios
- "La mujer del año" - Emunah - 2011
- "Pras Katz" - 2015[8]